# SDAC Auto
SDAC Auto — марка грузовых автомобилей, являющаяся частью группы Weichai Holding.

## История
Марка SDAC Auto была основана в Китае в 2022 году. Позже марка дебютировала в России на выставке ComVex, которая проходила с 23 по 26 мая 2023 года.
В 2023 году были представлены две модели среднетоннажных грузовых автомобилей: изотермический фургон SDAC J6 и бункеровоз SDAC J7,5 полной массой от 6000 до 7320 кг. Таким образом, был подписан меморандум о сотрудничестве SDAC Light Trucks между Shacman и SDAC Auto. ООО «Шакман Рус» стал официальным представителем SDAC в РФ и странах СНГ, эксклюзивным импортёром и дистрибьютором продукции.
Автомобили SDAC серии J оснащаются дизельными двигателями Weichai Power объёмом 2,3 литра, которые развивают мощность от 105 до 125 л. с. и сочетаются в паре с пятиступенчатой механической трансмиссией. Планируются продажи автомобилей SDAC K 7,5, SDAC K 9,5 и SDAC K 12 с двигателями Weichai WP3NQ150E5 мощностью 150 л. с., которые сочетаются в паре с шестиступенчатой механической трансмиссией Shaanxi Fast Gear.